# Pilaszkowice Pierwsze
Pilaszkowice Pierwsze – wieś w Polsce położona w województwie lubelskim, w powiecie świdnickim, w gminie Rybczewice. Leży przy drodze wojewódzkiej nr 837, na prawym brzegu Giełczewki.
W latach 1975–1998 miejscowość administracyjnie należała do ówczesnego województwa lubelskiego. Przed rokiem 1975 wieś należała do powiatu krasnostawskiego. 
Wieś jest sołectwem w gminie Rybczewice. Według Narodowego Spisu Powszechnego z roku 2011 wieś liczyła 314 mieszkańców.

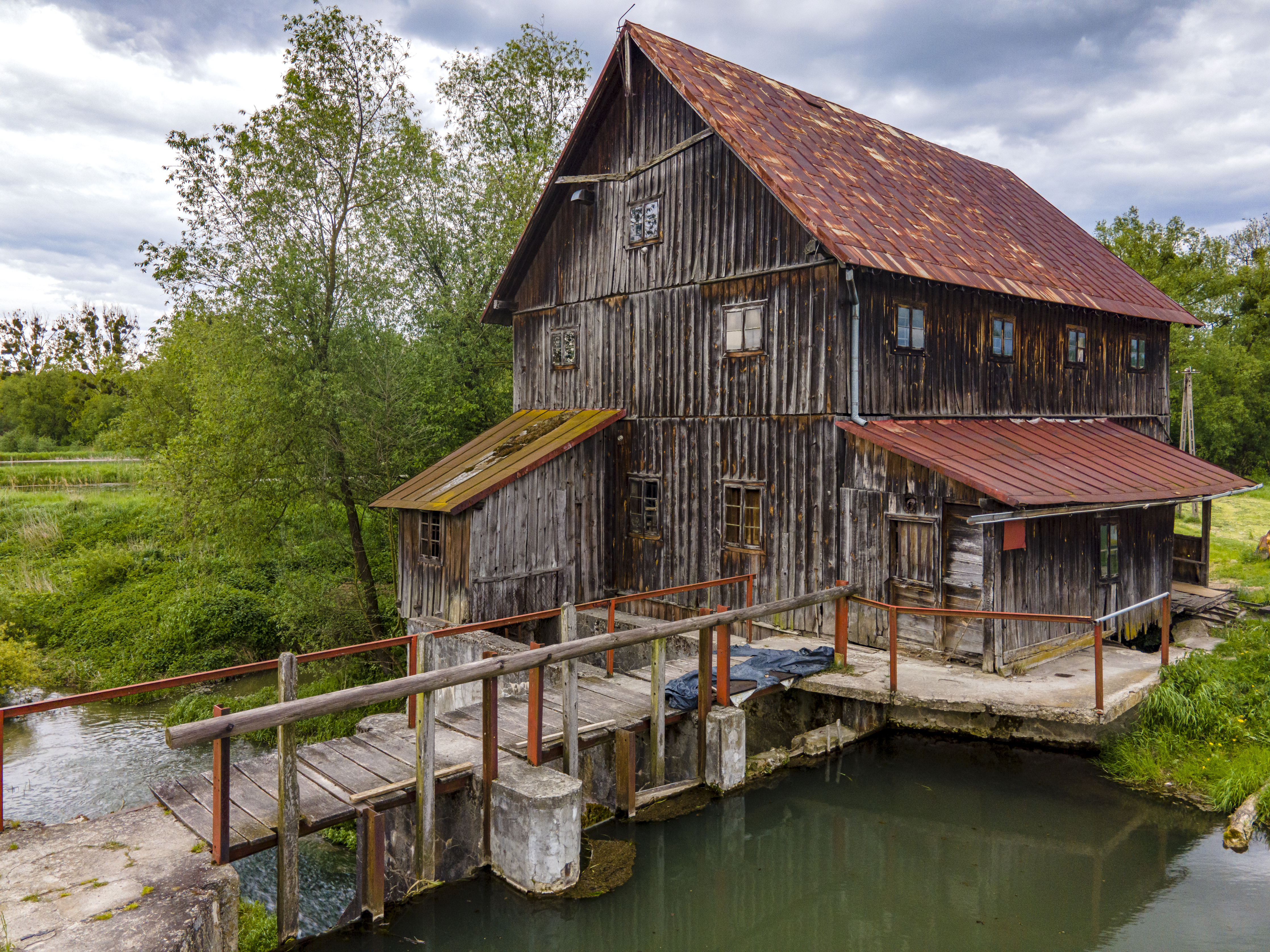
Młyn wodny nad rzeką Giełczew.

## Historia
Historia Pilaszkowic sięga przynajmniej XIV wieku. Nazwa miejscowości pojawiła się w dokumentach już w 1339 r. w formie Pilaskowicze, w 1414 jako Pyelacouice, w 1416 Pellescouicze.
W 1425 r. król Władysław Jagiełło polecił szlachcicowi Piotrowi z Dominowa osadzić na prawie magdeburskim wieś nad rzeką Giełczew w miejscu, które już wcześniej zwano Pilaszkowicami.
Ten i następne zapisy świadczą o tym, że Pilaszkowice były w odróżnieniu od sąsiednich wsi własnością królewską, a nie szlachecką. W 1439 r. król Władysław Warneńczyk zapisał m.in. ze wsi Pilaszkowice 200 grzywien na rzecz Mikołaja Czajki z Jawora. W 1449 Kazimierz IV Jagiellończyk zezwolił Mikołajowi Smokowi na sprzedaż wójtostwa posiadanego w Pilaszkowicach. Ten sam władca zastawił Pilaszkowice w 1455 r. swojemu dworzaninowi, wspominanemu już Mikołajowi Czajce, a w 1479 r. za kwotę 1035 grzywien kasztelanowi sanockiemu Andrzejowi Tęczyńskiemu.
Wieś przechodziła przez dłuższy okres z rąk do rąk aż do poł. XVI w., kiedy to w trwałe posiadanie dóbr w Pilaszkowicach wszedł ród Sobieskich. Twórcą fortuny i potęgi tego rodu był Marek Sobieski cieszący się nieograniczonym zaufaniem króla Stefana Batorego, który miał niegdyś rzec: „Gdyby los całego królestwa od jednego harcu zależał, nikomu bym bezpieczniej w tym razie nie ufał nad Marka Sobieskiego”. W 1581 r. sejm ostatecznie zatwierdził Markowi Sobieskiemu posiadanie dziedziczne Pilaszkowic.
Po jego śmierci Pilaszkowice przypadły jego synowi Jakubowi. Jakub Sobieski zmarł w 1646 r., a dobra pilaszkowickie objął jego syn Jan, późniejszy król Polski. Przebywał on w Pilaszkowicach nieprzerwanie do 1658 r., a później ze względu na pokonywanie kolejnych szczebli kariery wojskowej już tylko okazyjnie.
Jan Sobieski wokół wybudowanego przez Sobieskich pałacu założył park złożony z kilku alei lipowych. Pojedyncze drzewa tworzyły kształt litery „M” na cześć ukochanej przez Sobieskiego Marysieńki. Tutaj nieraz się spotykali, a wiele spośród listów Sobieskiego do Marysieńki jest datowanych właśnie w Pilaszkowicach. (zob.: Jan Sobieski Listy do Marysieńki, Wyd. Czytelnik, W-wa 1970). Ukochanej Sobieskiego Pilaszkowice również przypadły do gustu, choć narzekała na ciasnotę barokowego dworu zaprojektowanego przez Tylmana z Gameren. Był to mimo wszystko rozległy zespół przestrzenny położony na wyniosłym płaskowyżu na zachodniej krawędzi rzeki Giełczwi, złożony z dworu ze spichlerzem i gorzelnią. Pałac ten uległ zniszczeniu w czasie insurekcji kościuszkowskiej w 1794 r. Z przypałacowej kaplicy zdołano uratować jedynie słynny obraz Matki Bożej Zwycięskiej, który według tradycji był zabierany przez Sobieskiego na wojenne wyprawy, w tym na odsiecz wiedeńską w 1683 r. Legenda głosi, że obraz ten po pożarze przeniesiono do kościoła parafialnego w Częstoborowicach, ale ciągle w dziwny sposób powracał do kaplicy w Pilaszkowicach. Dopiero po uroczystym, procesyjnym przeniesieniu z udziałem wiernych i biskupa, i po poświęceniu na nowym miejscu pozostał i jest tam do dziś.

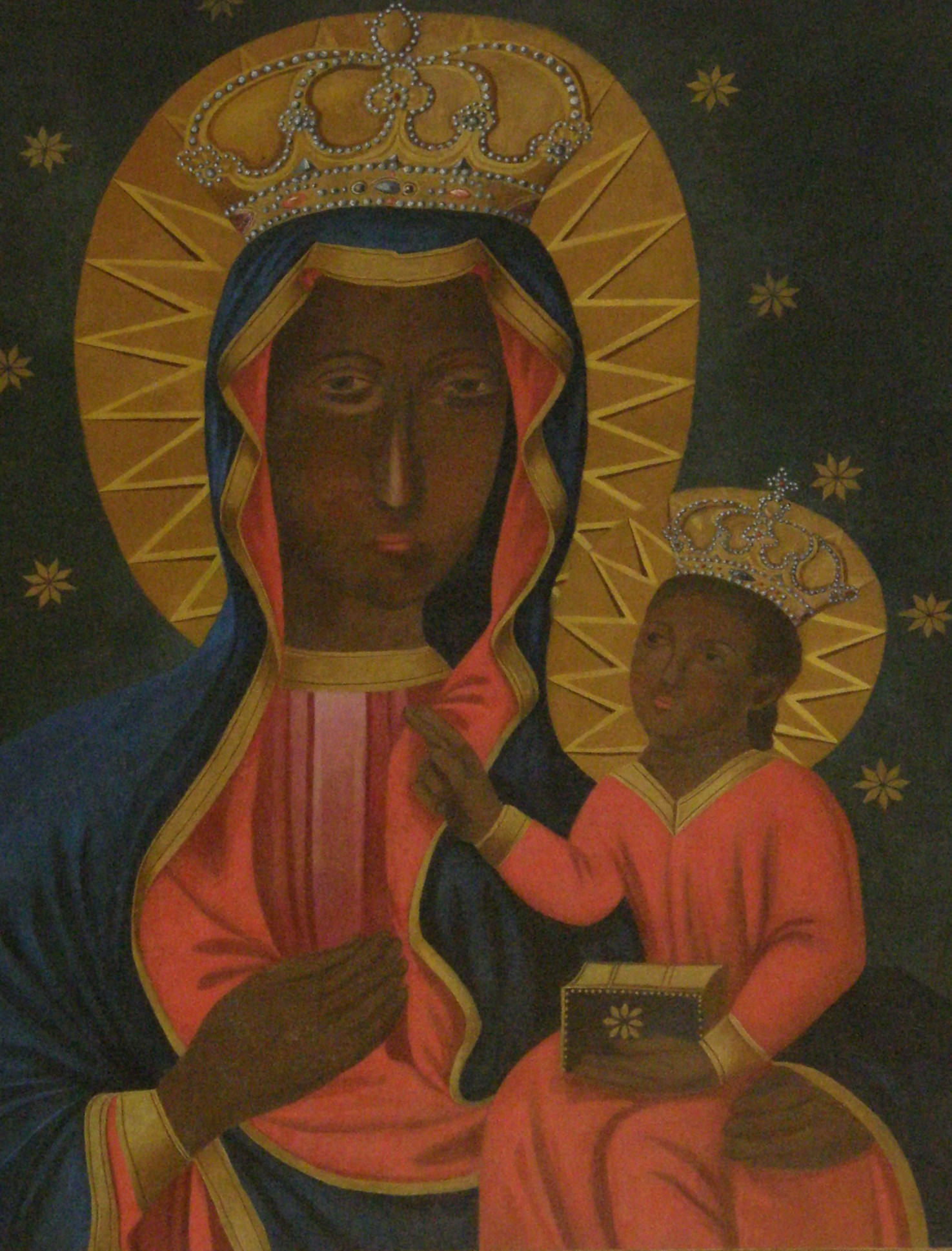
Obraz Matki Bożej z kaplicy Jana Sobieskiego w Pilaszkowicach

Po śmierci Jana III Sobieskiego w 1696 r. królowa Marysieńka przekazała dobra pilaszkowickie synowi, królewiczowi Jakubowi. Ten zaś sprzedał je magnackiej rodzinie śląskiej Braunschweigów. Następni właściciele Pilaszkowic to: Otto Felkierzampf – wojewoda inflancki, Jan Szembek – podkanclerzy królewski oraz rodziny: Mniszchów, Darowskich, Ostrowskich. W 1884 r. majątek przejął Władysław Ślewiński, który szybko doprowadził go do ruiny. W 1885 r. w związku z ogromną kradzieżą dokonaną podczas przewozu koleją spirytusu z gorzelni, dodatkowo wyszły na jaw długotrwałe nadużycia. Całą sumą manka, która wynosiła 20 tys. rubli, obciążono właściciela, który jednak nie był w stanie spłacić takiej kwoty. W 1888 r. słuch po Ślewińskim zaginął. Powrócił do kraju dopiero po dwudziestu latach, ale już w roli malarza zaliczanego do europejskiej czołówki. Porażka w zarządzaniu majątkiem okazała się przyczynkiem do kariery artystycznej. Okazało się, że po ucieczce do Paryża przypadek zetknął go z Paulem Gauguinem, który odkrył w nim talent malarski i zdopingował do jego rozwijania. Po powrocie do Polski i spłaceniu długów pieniędzmi ze sprzedaży obrazów, zaproponowano Ślewińskiemu stanowisko dyrektora Akademii Sztuk Pięknych w Warszawie, ale po nieporozumieniach natury artystycznej z kolegami malarzami wyjechał ponownie do Francji. W Polsce znajduje się tylko kilka jego obrazów.
Wystawiony na licytację majątek kupiła rodzina Epszteinów, która administrowała nim aż do II wojny światowej, przekształcając w nowoczesne jak na owe czasy gospodarstwo. Ostatni właściciel Leon Epsztein został rozstrzelany przez Niemców w Kumowej Dolinie k. Chełma 3 lipca 1940 r.
Pod koniec wojny majątek został rozparcelowany między służbę dworską i małorolnych chłopów, a tzw. resztówka, do której włączono dwór, budynki gospodarcze, stawy, chmielniki i park została przejęta przez powstałą tu Rolniczą Spółdzielnię Produkcyjną, która istniała do 1998 r.

## Ludzie związani z miejscowością
- Jan III Sobieski
- Józef Sobiesiak
- Władysław Ślewiński